# Michael de la Pole, 3:e earl av Suffolk
Michael de la Pole, 3:e earl av Suffolk, född 1394, död den 25 oktober 1415, var en engelsk adelsman, äldre bror till William de la Pole, 1:e hertig av Suffolk.
Michael de la Pole blev earl av Suffolk efter att fadern Michael de la Pole, 2:e earl av Suffolk stupat den 17 september 1415 under belägringen av Harfleur under det fälttåg, som Henrik V ledde i Frankrike under Hundraårskriget. Den yngre Michael de la Pole var också med på fälttåget och föll själv månaden efter under slaget vid Agincourt.